# Луоттнйоки
Луоттнйоки (устар. Луоттн-йоки (Луотти-йок)) — река в России, протекает в Мурманской области . Устье реки находится в 39 км по левому берегу реки Печенга. Длина реки составляет 28 км, площадь водосборного бассейна 94,6 км².

## Данные водного реестра
По данным государственного водного реестра России относится к Баренцево-Беломорскому бассейновому округу, водохозяйственный участок реки — Печенга. Речной бассейн реки — бассейны рек Кольского полуострова, впадает в Баренцево море.
Код объекта в государственном водном реестре — 02010000212101000000329.